# Eurovision Song Contest 2025

Länder som deltog i finalen.
Länder som inte tog sig till final.
Länder som tävlat förut men inte deltar 2025.

Eurovision Song Contest 2025 var den 69:e upplagan av musiktävlingen Eurovision Song Contest och hölls i Basel i Schweiz 13 till 17 maj, efter att Nemo vann Eurovision Song Contest 2024 för Schweiz med bidraget "The Code". Vinnare blev Österrikes bidrag "Wasted Love" som framfördes av JJ.
Liksom tävlingarna 2023 och 2024 deltog 37 länder. Montenegro återvände till tävlingen efter två års frånvaro. Moldavien skulle till en början deltagit men drog sig senare ur. Sandra Studer och Hazel Brugger var programledare för samtliga program av tävlingen. I finalen var även Michelle Hunziker programledare.
Sverige representerades detta året av humorgruppen KAJ med låten "Bara bada bastu". Det var första gången som en humorgrupp representerade Sverige i tävlingen och "Bara bada bastu" blev den första låten på svenska att tävla för Sverige sedan Jill Johnsons "Kärleken är" från 1998.

## Tävlingsupplägg

### Produktion
Eurovision Song Contest 2025 producerades av det schweiziska nationella sändningsföretaget SRG SSR. Kärnteamet bestod av Reto Peritz och Moritz Stadler som exekutiva producenter och Yves Schifferle som chef för tävlingen. Christer Björkman och Tobias Åberg återkom i produktionen efter tävlingen 2024, som tävlingschef respektive produktionschef. Övrig produktionspersonal bestod bland annat av Nadja Burkhardt-Tracol som eventchef, Manfred Winz som ekonomichef, Aurore Chatard som säkerhetschef och Kevin Stuber som juristchef.
Tävlingens organisation omstrukturerades för 2025. Detta tillkännagavs av Europeiska radio- och TV-unionen (EBU) den 1 juli 2024, efter en oberoende granskning av kontroverserna i 2024 års tävling. Två nya befattningar skapades: ESC-direktör och chef för varumärke och kommersiell, med ESC-direktören som övervakar arbetet för den exekutiva producenten Martin Österdahl och chefen för varumärke och kommersiell. Martin Green, som tidigare arbetade på tävlingen 2023, utsågs till ESC-direktör. Som svar på omständigheterna som ledde till diskvalificeringen av den nederländska deltagaren Joost Klein från 2024 års final, från 2025 och framåt, skulle ingen filmning bakom kulisserna av artisterna tillåtas utan föregående godkännande från deras delegations presschef. En uppsättning uppföranderegler och riktlinjer för vårdplikt kommer att kodifieras och göras obligatoriska för all personal som arbetar i evenemanget.
Basel-Stadts verkställande råd förväntas bidra med 35 miljoner schweiziska franc till tävlingens budget.

## Deltagande länder
Den 12 december 2024 meddelade EBU initialt att 38 länder skulle delta i tävlingen 2025. Samtliga länder som deltog i tävlingen 2024 skulle återkomma, inklusive Montenegro som återvänder efter sitt senaste deltagande i tävlingen 2022. Den 22 januari 2025 meddelade TRM att Moldavien drar sig ur tävlingen, vilket sänkte antalet deltagande länder till 37 stycken.
| Land           | TV-bolag           | Artist              | Bidrag                        | Språk                        | Låtskrivare | Ref.   |
| -------------- | ------------------ | ------------------- | ----------------------------- | ---------------------------- | --- | ------ |
| Albanien       | RTSH               | Shkodra Elektronike | Zjerm                         | Albanska                     | Lekë Gjeloshi, Beatriçe Gjergji, Kolë Laca | [ 20 ] |
| Armenien       | ARMTV              | Parg                | Survivor                      | Engelska, armeniska          | Benjamin Alasu, Jon Aljidi, Peter Boström, Joshua Curran, Thomas G:son, Martin Mooradian, Armen Paul, Pargev Vardanyan, Eva Voskanian, Alex Wilke | [ 21 ] |
| Australien     | SBS                | Go-Jo               | Milkshake Man                 | Engelska                     | Jason Bovino, Amy Sheppard, George Sheppard, Marty Zambotto                                                                                       | [ 22 ] |
| Azerbajdzjan   | İTV                | Mamagama            | Run with U                    | Engelska                     | Hasan Hayadar, Sefael Mishiyev, Roman Zee | [ 23 ] |
| Belgien        | VRT                | Red Sebastian       | Strobe Lights                 | Engelska                     | Billie Bentein, Seppe Herreman, Astrid Roelants, Willem Vanderstichele                                                                            | [ 24 ] |
| Cypern         | CyBC               | Theo Evan           | Shh                           | Engelska                     | Linda Dale, Dimitris Kontopoulos, Lasse Nymann, Elsa Søllesvik, Elke Tiel                                                                         | [ 25 ] |
| Danmark        | DR                 | Sissal              | Hallucination                 | Engelska                     | Linnea Deb, Melanie Hayrapetian, Malthe Johansen, Sissal Jóhanna Norðberg Niclasen, Chris Rohde-Frisk, Lina Spangsberg, Marcus Winther-John       | [ 26 ] |
| Estland        | ERR                | Tommy Cash          | Espresso Macchiato            | Engelska, italienska         | Johannes Naukkarinen, Tomas Tammemets | [ 27 ] |
| Finland        | YLE                | Erika Vikman        | Ich komme                     | Finska, tyska                | Christel Roosberg, Jori Roosberg | [ 28 ] |
| Frankrike      | France Télévisions | Louane              | Maman                         | Franska                      | Anne Peichert, Tristan Salvati | [ 29 ] |
| Georgien       | GPB                | Mariam Shengelia    | Freedom                       | Georgiska, engelska          | Keti Gabisiani, Buka Kartozia | [ 30 ] |
| Grekland       | ERT                | Klavdia             | Asteromata                    | Grekiska                     | Arcade, Klavdia Papadopoulou | [ 31 ] |
| Irland         | RTÈ                | Emmy                | Laika Party                   | Engelska                     | Truls Marius Aarra, Emmy Kristine Guttulsrud Kristiansen, Erlend Guttulsrud Kristiansen, Henrik Østlund, Larissa Tormey                           | [ 32 ] |
| Island         | RÚV                | Væb                 | Róa                           | Isländska                    | Gunnar Björn Gunnarsson, Hálfdán Helgi Matthíasson, Ingi Þór Garðarsson, Matthías Davíð Matthíasson                                               | [ 33 ] |
| Israel         | KAN                | Yuval Raphael       | New Day Will Rise             | Engelska, franska, hebreiska | Keren Peles | [ 34 ] |
| Italien        | RAI                | Lucio Corsi         | Volevo essere un duro         | Italienska                   | Lucio Corsi, Tommaso Ottomano | [ 35 ] |
| Kroatien       | HRT                | Marko Bošnjak       | Poison Cake                   | Engelska                     | Marko Bošnjak, Emma Gale, Ben Pyne, Bas Wissink                                                                                                   | [ 36 ] |
| Lettland       | LSM                | Tautumeitas         | Bur man laimi                 | Lettiska                     | Laura Līcīte, Elvis Lintiņš, Asnate Rancāne, Aurēlija Rancāne, Gabriēla Zvaigznīte                                                                | [ 37 ] |
| Litauen        | LRT                | Katarsis            | Tavo akys                     | Litauiska                    | Lukas Radzevičius | [ 38 ] |
| Luxemburg      | RTL                | Laura Thorn         | La Poupée Monte Le Son        | Franska                      | Christophe Houssin, Julien Salvia, Ludovic-Alexandre Vidal                                                                                        | [ 39 ] |
| Malta          | PBS                | Miriana Conte       | Serving                       | Engelska                     | Miriana Conte, Sarah Evelyn Fullerton, Matthew Mercieca, Benjamin Schmid                                                                          | [ 40 ] |
| Montenegro     | RTCG               | Nina Žižić          | Dobrodošli                    | Montenegrinska               | Darko Dimitrov, Violeta Mihajlovska Milić, Boris Subotić                                                                                          | [ 41 ] |
| Nederländerna  | AVROTROS           | Claude              | C'est la vie                  | Franska, engelska            | Claude Kiambe, Arno Krabman, Léon Paul Palmen, Joren van der Voort                                                                                | [ 42 ] |
| Norge          | NRK                | Kyle Alessandro     | Lighter                       | Engelska                     | Adam Allskog, Kyle Alessandro Helgesen Villalobos                                                                                                 | [ 43 ] |
| Polen          | TVP                | Justyna Steczkowska | Gaja                          | Polska, engelska             | Dominic Buczkowski-Wojtaszek, Patryk Kumór, Justyna Steczkowska, Emilian Waluchowski                                                              | [ 44 ] |
| Portugal       | RTP                | Napa                | Deslocado                     | Portugisiska                 | Diogo Góis, Guilherme Gomes, João Lourenço Gomes, João Rodrigues, André Santos, Francisco Sousa                                                   | [ 45 ] |
| San Marino     | SMRTV              | Gabry Ponte         | Tutta l'Italia                | Italienska                   | Andrea Bonomo, Gabriele Ponte, Edwyn Roberts | [ 46 ] |
| Schweiz        | SRG SSR            | Zoë Më              | Voyage                        | Franska                      | Zoë Kressler, Emily Middlemas, Tom Oehler | [ 47 ] |
| Serbien        | RTS                | Princ               | Mila                          | Serbiska                     | Dušan Bačić | [ 48 ] |
| Slovenien      | RTVSLO             | Klemen              | How Much Time Do We Have Left | Engelska                     | Klemen Slakonja | [ 49 ] |
| Spanien        | RTVE               | Melody              | Esa diva                      | Spanska                      | Alberto Lorite, Melodía Ruiz Gutiérrez | [ 50 ] |
| Storbritannien | BBC                | Remember Monday     | What the Hell Just Happened?  | Engelska                     | Julie Aagaard, Sam Brennan, Lauren Byrne, Tom Hollings, Holly-Anne HullKes Kamara, Charlotte Steele, Thomas Stengaard                             | [ 51 ] |
| Sverige        | SVT                | KAJ                 | Bara bada bastu               | Svenska, finska              | Anderz Wrethov, Axel Åhman, Jakob Norrgård, Kevin Holmström, Kristofer Strandberg, Robert Skowronski                                              | [ 52 ] |
| Tjeckien       | ČT                 | Adonxs              | Kiss Kiss Goodbye             | Engelska                     | Lorenzo Calvo, Michaela Charvátová, Inés Coulon, Ronald Janeček, George Masters-Clark, Adam Pavlovčin, Adriano Lopes da Silva                     | [ 53 ] |
| Tyskland       | NDR                | Abor & Tynna        | Baller                        | Tyska                        | Attila Bornemisza, Tünde Bornemisza, Alexander Hauer                                                                                              | [ 54 ] |
| Ukraina        | Suspilne           | Ziferblat           | Bird of Pray                  | Ukrainska, engelska          | Fedir Khodakov, Danylo Leshchynskyi, Valentyn Leshchynskyi                                                                                        | [ 55 ] |
| Österrike      | ORF                | JJ                  | Wasted Love                   | Engelska                     | Johannes Pietsch, Teodora Špirić, Thomas Thurner                                                                                                  | [ 56 ] |

### Återkommande artister
| Land       | Artist              | Tidigare år | Placering vid tidigare tillfälle | Placering 2025     |
| ---------- | ------------------- | ----------- | -------------------------------- | ------------------ |
| Montenegro | Nina Žižić          | 20131       | 12:e i semifinal 1               | 16:e i semifinal 2 |
| Polen      | Justyna Steczkowska | 1995        | 18:e                             | 14:e               |

1Tillsammans med Who See.

## Större händelser kring Eurovisionen

### Osäkerhet angående Nederländernas deltagande
Den 6 juni 2024 meddelade det nederländska public service-bolaget Avrotros att deras deltagande i tävlingen 2025 skulle bero på "strukturella justeringar" av tävlingens organisation, mycket på grund av diskvalificeringen av den nederländska representanten Joost Klein under Eurovision Song Contest 2024. Klein tilläts inte av EBU att uppträda i finalen det året eftersom han anklagades för att ha hotat en kvinnlig TV-fotograf. Händelsen utreddes av svensk polis, men förundersökningen lades ner i augusti 2024 då det inte gick att bevisa att Klein skulle haft för avsikt att hota fotografen. Avrotros kallade beslutet att utesluta artisten "oproportionerligt strängt" och Nederländernas deltagande i den kommande tävlingen var länge osäkert.
Den 23 oktober 2024 bekräftade Avrotros sitt deltagande i Eurovision Song Contest 2025. "AVROTROS kommer att delta i Eurovision Song Contest 2025 i Schweiz. Efter månader av diskussioner och samråd har programföretaget fått tillräckliga garantier från EBU om att strukturella förändringar kommer att genomföras på musikfestivalen", skrev Avrotros i ett uttalande. I uttalandet bekräftade Avrotros att Joost Klein fick erbjudan att representera landet i tävlingen, men att han tackade nej. Samma dag skrev Klein ett eget uttalande där han berättade att det inte skulle kännas bra att delta då han fortfarande var påverkad av händelserna under tävlingen 2024 och "behövde mer tid att läka".

### Montenegro byter bidrag
Montenegros nationella uttagning, Montesong 2024, vanns av gruppen NeonoeN med sången "Clickbait". Efter deras seger upptäckte det montenegrinska sändningsföretaget RTCG att gruppen hade uppträtt med låten offentligt i juni 2023 under en festival i Zabjelo, Podgorica, vilket stred mot tävlingens regler. Den 1 december 2024 utfärdade RTCG ett uttalande där de uppgav att de skulle inleda diskussioner med EBU för att avgöra om sången borde diskvalificeras. Som svar uppgav NeonoeN att de inte trodde att antalet deltagare som såg uppträdandet skulle vara tillräckligt betydande för att påverka resultatet av Montesong 2024, samt att de var omedvetna om regeln att sången inte får framföras helt eller delvis före den 1 september 2024, men att de skulle respektera det beslut som fattats av RTCG och EBU.
Den 4 december meddelade NeonoeN att de drar sig tillbaka från att delta i Eurovision med hänvisning till en "önskan att få slut på osäkerheten". RTCG bekräftade att ett beslut om Montenegros representant skulle fattas under de kommande dagarna. Den 8 december tillkännagav RTCG att tvåan i Montesong, Nina Žižić, skulle representera Montenegro i tävlingen med låten "Dobrodošli".

### Malta tvingas ändra låttitel
Efter att Miriana Conte vann Maltas nationella uttagning med låten "Kant" spekulerades det att texten skulle behöva ändras eftersom "kant", som är maltesiska för "sång", hade likheter med det engelskspråkiga ordet "cunt", som på svenska betyder "fitta". Det rapporterades den 11 februari 2025 att låten blivit godkänd av EBU men den 4 mars, efter ett klagomål som enligt uppgift hade kommit från Storbritanniens deltagande sändningsföretaget BBC, begärde EBU att ordet skulle tas bort från låten och dess titel. Detta möttes till en början av motreaktioner från Maltas deltagande sändningsföretag PBS, maltesiska regeringstjänstemän och musiker, som menade att det var "diskriminerande" mot det maltesiska språket. Den 13 mars bekräftade PBS och Miriana Conte att låtens titel ändrades till "Serving" för tävlingen, med en tillhörande musikvideo som släpptes följande dag.

### Aktiva EBU-medlemmar som inte deltar
- Andorra – 26 juni 2024 bekräftade RTVA att Andorra inte kommer återgå till tävlingen 2025.[76] Andorra deltog senast 2009.
- Bosnien och Hercegovina – Det bosniska sändningsföretager BHRT har inte deltagit i tävlingen sedan 2016 på grund av obetalda skulder till EBU. Den tidigare delegationschefen, Lejla Babović, bekräftade efter Montenegros nationella uttagning att BHRT är skyldig EBU nästan 10 miljoner euro.[77] BHRT  bekräftade den 17 juli 2024 att de inte kommer återvända 2025.[78]
- Bulgarien – Enligt ett Twitterinlägg från det bulgariska sändningsföretaget BNT var en delegation bestående av producenter och artister närvarande i Malmö för att testa grunden för en potentiell återkomst.[79] BNT uttalade sig därefter inte angående deras deltagande, men landet fanns inte med på deltagarlistan. Bulgarien deltog senast 2022.
- Moldavien – Moldavien skulle till en början deltagit och planerade att arrangera tävlingen Etapa națională 2025 för att välja ut sitt bidrag till tävlingen.[80] Den 22 januari 2025, fyra dagar efter att ha hållit en auditionsrunda för Etapa națională, meddelade TeleRadio-Moldova (TRM) att de drar sig ur tävlingen, med hänvisning till "ekonomiska, administrativa och konstnärliga utmaningar" och "en minskning av allmänhetens intresse och den övergripande kvaliteten på sångerna och konstnärliga framträdanden" av den nationella finalen. TRM tillade att man skulle se över sin urvalsprocess för framtida upplagor och att man skulle sända årets tävling trots att man drog sig tillbaka.[19][81]
- Monaco – Monacos sändningsföretag TVMonaco uttalade sig inte under en lång tid angående deras deltagande. Landet fanns inte med när Europeiska radio- och TV-unionen presenterade tävlingens deltagande länder.[82] Monaco deltog senast 2006.
- Nordmakedonien – 22 oktober 2024 gick programrådet för det makedonska sändningsföretaget MRT med att man skulle diskutera en eventuell återgång av landet till tävlingen, som svar på ett e-postmeddelande från Eurovision-fans som uppmanade sändningsföretaget att göra det.[83] Landet fanns dock inte med när tävlingens 38 deltagare presenterades. Nordmakedonien deltog senast 2022.
- Rumänien – 10 september 2024 uppgav det rumänska sändningsföretaget Televiziunea Română (TVR) att de inte fattat ett beslut angående deras deltagande i tävlingen 2025.[84] Landet fanns i slutändan inte med på deltagarlistan publicerad av EBU. Rumänien deltog senast 2023.
- Slovakien – Även om sändningsföretaget RTVS var hoppfulla om en återkomst till tävlingen 2025, bekräftade RTVS den 8 april 2024 att de inte kommer återvända till tävlingen på grund av budgetnedskärningar från regeringen.[85][86] Slovakien deltog senast 2012.
- Turkiet – Den turkiska presidenten Recep Tayyip Erdoğan uttalade sig i maj 2024 kritiskt mot tävlingen. Erdoğan hävdade att tävlingen 2024 uppmuntrade "könsneutralisering" och "social korruption". Han kritiserade även vinnaren Nemo som blev tävlingens första ickebinära vinnare, och hänvisade till hens identitet och klädsel som "bekräftelse på skamlig korruption".[87] Turkiet deltog senast 2012.

### Icke EBU-medlemmar
- Belarus – EBU avslöjade i april 2024 att avstängningen av det belarusiska sändningsföretaget BTRC ändrats till att vara på obestämd tid och att den inte kommer upphöra i juli 2024, vilket tidigare var sagt.[88] Belarus kan därför inte återvända till tävlingen så länge avstängningen gäller.
- Kosovo – 6 juni 2024 skickade generaldirektören för RTK, Shkumbin Ahmetxhekaj, ett formellt brev till EBU och begärde en inbjudan att delta i Eurovision 2025.[89][90] I augusti 2024 rapporterade lokala medier att EBU hade avvisat begäran om en inbjudan under en generalförsamling i juli 2024 med hänvisning till att ett fullt medlemskap i unionen krävs för att kunna delta i tävlingen.[91]
- Liechtenstein – 15 maj 2024 lämnade Radio Liechtenstein in en ansökan om att gå med i EBU.[92] Eftersom stationen inte erbjuder TV-sändningar, vilket är ett krav för att delta i tävlingen, möjliggör det inte en debut av landet i tävlingen.
- Ryssland – Efter landets invasion av Ukraina i februari 2022 stängdes alla ryska medlemmar av från EBU och kan därför inte delta i något evenemang arrangerat av unionen.[93]

## Semifinalerna

### Semifinallottningen

Länder som tävlar i Semifinal 1
Länder som tävlar i Semifinal 2
Länder som tävlar i finalen och även får rösta och uppträda i Semifinal 1
Länder som tävlar i finalen och även får rösta och uppträda i Semifinal 2

Vilka länder som ska tävla i vilken semifinal avgjordes i semifinallottningen som hölls den 28 januari 2025 i Kunstmuseum Basel Auditoriuum i värdstaden Basel.
Semifinallottningen gick till på följande vis: 31 länder skulle kvala via det två semifinalerna. Dessa delades in i fem olika grupper med sex länder i varje grupp (förutom grupp 1 som innehöll sju länder). Grupperna splittrades sedan under lottningen upp i två delar, med en för varje semifinal. Anledningen till att man utförde denna uppdelning var för att minska möjligheten till så kallad grannlands- och diasporaröstning. Varje land fick även veta om det skulle tävla i första halvan av startfältet eller andra halvan och detta avgjordes också genom lottning på samma sätt. Först efter att alla länder har valt ut artist och bidrag sattes startordningen av tävlingsproducenterna. Lottningen avgjorde även vilken semifinal som det sex direktkvalificerade länderna var tvungna att sända, rösta och uppträda i.
Nedan presenteras länderna i respektive grupp:
| Grupp 1                                                                         | Grupp 2                                                         | Grupp 3                                                              | Grupp 4                                                      | Grupp 5                                                     |
| ------------------------------------------------------------------------------- | --------------------------------------------------------------- | -------------------------------------------------------------------- | ------------------------------------------------------------ | ----------------------------------------------------------- |
| - Belgien - Estland - Lettland - Litauen - Luxemburg - Nederländerna - Tjeckien | - Armenien - Azerbajdzjan - Georgien - Israel - Polen - Ukraina | - Albanien - Kroatien - Montenegro - Serbien - Slovenien - Österrike | - Cypern - Grekland - Irland - Malta - Portugal - San Marino | - Australien - Danmark - Finland - Island - Norge - Sverige |

### Semifinal 1
- Den första semifinalen sändes den 13 maj 2025.
- Förutom de tävlande länderna röstade också Italien, Spanien och Schweiz i denna semifinal.
- Semifinalen avgjordes med 100% tittarröster. Dessutom delades en uppsättning poäng ut från en "Rest of the World"-grupp, som består av röster från tittare i icke-deltagande länder.
- De direktkvalificerade länderna Spanien, Italien och Schweiz framförde sina bidrag under semifinalen efter bidragen från Estland, Belgien respektive Kroatien.

Färgkod: 
     Länder som gick till final
     Direktkvalificerade
     Sista plats
| Nr | Land          | Artist              | Bidrag                        | Språk                | Plats | Poäng |
| -- | ------------- | ------------------- | ----------------------------- | -------------------- | ----- | ----- |
| 1  | Island        | Væb                 | Róa                           | Isländska            | 6     | 97    |
| 2  | Polen         | Justyna Steczkowska | Gaja                          | Polska, engelska     | 7     | 85    |
| 3  | Slovenien     | Klemen              | How Much Time Do We Have Left | Engelska             | 13    | 23    |
| 4  | Estland       | Tommy Cash          | Espresso Macchiato            | Engelska, italienska | 5     | 113   |
| #  | Spanien       | Melody              | Esa diva                      | Spanska              | —     | —     |
| 5  | Ukraina       | Ziferblat           | Bird of Pray                  | Engelska, ukrainska  | 1     | 137   |
| 6  | Sverige       | KAJ                 | Bara bada bastu               | Svenska, finska      | 4     | 118   |
| 7  | Portugal      | Napa                | Deslocado                     | Portugisiska         | 9     | 56    |
| 8  | Norge         | Kyle Alessandro     | Lighter                       | Engelska             | 8     | 82    |
| 9  | Belgien       | Red Sebastian       | Strobe Lights                 | Engelska             | 14    | 23    |
| #  | Italien       | Lucio Corsi         | Volevo essere un duro         | Italienska           | —     | —     |
| 10 | Azerbajdzjan  | Mamagama            | Run with U                    | Engelska             | 15    | 7     |
| 11 | San Marino    | Gabry Ponte         | Tutta l'Italia                | Italienska           | 10    | 46    |
| 12 | Albanien      | Shkodra Elektronike | Zjerm                         | Albanska             | 2     | 122   |
| 13 | Nederländerna | Claude              | C'est la vie                  | Franska, engelska    | 3     | 121   |
| 14 | Kroatien      | Marko Bošnjak       | Poison Cake                   | Engelska             | 12    | 28    |
| #  | Schweiz       | Zoë Më              | Voyage                        | Franska              | —     | —     |
| 15 | Cypern        | Theo Evan           | Shh                           | Engelska             | 11    | 44    |

Det tio länder som kvalificerade sig till finalen avslöjades i följande ordning:
- Norge
- Albanien
- Sverige
- Island
- Nederländerna
- Polen
- San Marino
- Estland
- Portugal
- Ukraina

### Semifinal 2
- Den andra semifinalen sändes den 15 maj 2025.
- Förutom de tävlande länderna röstade Frankrike, Tyskland och Storbritannien i denna semifinal.
- Semifinalen avgjordes med 100% tittarröster. Dessutom delades även en uppsättning poäng ut från en "Rest of the World"-grupp, som består av röster från tittare i icke-deltagande länder.
- De direktkvalificerade länderna Storbritannien, Frankrike och Tyskland framförde sina bidrag under semifinalen efter bidragen från Österrike, Georgien respektive Israel.

Färgkod: 
     Länder som gick till final
     Direktkvalificerade
     Sista plats
| Nr | Land           | Artist           | Bidrag                       | Språk                        | Plats | Poäng |
| -- | -------------- | ---------------- | ---------------------------- | ---------------------------- | ----- | ----- |
| 1  | Australien     | Go-Jo            | Milkshake Man                | Engelska                     | 11    | 41    |
| 2  | Montenegro     | Nina Žižić       | Dobrodošli                   | Montenegrinska               | 16    | 12    |
| 3  | Irland         | Emmy             | Laika Party                  | Engelska                     | 13    | 28    |
| 4  | Lettland       | Tautumeitas      | Bur man laimi                | Lettiska                     | 2     | 130   |
| 5  | Armenien       | Parg             | Survivor                     | Engelska, armeniska          | 10    | 51    |
| 6  | Österrike      | JJ               | Wasted Love                  | Engelska                     | 5     | 104   |
| #  | Storbritannien | Remember Monday  | What the Hell Just Happened? | Engelska                     | —     | —     |
| 7  | Grekland       | Klavdia          | Asteromata                   | Grekiska                     | 4     | 112   |
| 8  | Litauen        | Katarsis         | Tavo akys                    | Litauiska                    | 6     | 103   |
| 9  | Malta          | Miriana Conte    | Serving                      | Engelska                     | 9     | 53    |
| 10 | Georgien       | Mariam Shengelia | Freedom                      | Georgiska, engelska          | 15    | 28    |
| #  | Frankrike      | Louane           | Maman                        | Franska                      | —     | —     |
| 11 | Danmark        | Sissal           | Hallucination                | Engelska                     | 8     | 61    |
| 12 | Tjeckien       | Adonxs           | Kiss Kiss Goodbye            | Engelska                     | 12    | 29    |
| 13 | Luxemburg      | Laura Thorn      | La Poupée Monte Le Son       | Franska                      | 7     | 62    |
| 14 | Israel         | Yuval Raphael    | New Day Will Rise            | Engelska, franska, hebreiska | 1     | 203   |
| #  | Tyskland       | Abor & Tynna     | Baller                       | Tyska                        | —     | —     |
| 15 | Serbien        | Princ            | Mila                         | Serbiska                     | 14    | 28    |
| 16 | Finland        | Erika Vikman     | Ich komme                    | Finska                       | 3     | 115   |

Det tio länder som kvalificerade sig till finalen avslöjades i följande ordning:
- Litauen
- Israel
- Armenien
- Danmark
- Österrike
- Luxemburg
- Finland
- Lettland
- Malta
- Grekland

## Finalen
| Fördelning mellan jury- och teleröstningsresultat Finalen | Fördelning mellan jury- och teleröstningsresultat Finalen | Fördelning mellan jury- och teleröstningsresultat Finalen | Fördelning mellan jury- och teleröstningsresultat Finalen | Fördelning mellan jury- och teleröstningsresultat Finalen |
| Plac.                                                     | Teleröstning                                              | Poäng                                                     | Jury                                                      | Poäng                                                     |
| --------------------------------------------------------- | --------------------------------------------------------- | --------------------------------------------------------- | --------------------------------------------------------- | --------------------------------------------------------- |
| 1                                                         | Israel                                                    | 297                                                       | Österrike                                                 | 258                                                       |
| 2                                                         | Estland                                                   | 258                                                       | Schweiz                                                   | 214                                                       |
| 3                                                         | Sverige                                                   | 195                                                       | Frankrike                                                 | 180                                                       |
| 4                                                         | Österrike                                                 | 178                                                       | Italien                                                   | 159                                                       |
| 5                                                         | Albanien                                                  | 173                                                       | Nederländerna                                             | 133                                                       |
| 6                                                         | Ukraina                                                   | 158                                                       | Sverige                                                   | 126                                                       |
| 7                                                         | Polen                                                     | 139                                                       | Lettland                                                  | 116                                                       |
| 8                                                         | Grekland                                                  | 126                                                       | Grekland                                                  | 105                                                       |
| 9                                                         | Finland                                                   | 108                                                       | Estland                                                   | 98                                                        |
| 10                                                        | Italien                                                   | 97                                                        | Storbritannien                                            | 88                                                        |
| 11                                                        | Tyskland                                                  | 74                                                        | Finland                                                   | 88                                                        |
| 12                                                        | Norge                                                     | 67                                                        | Malta                                                     | 83                                                        |
| 13                                                        | Litauen                                                   | 62                                                        | Tyskland                                                  | 77                                                        |
| 14                                                        | Frankrike                                                 | 50                                                        | Ukraina                                                   | 60                                                        |
| 15                                                        | Nederländerna                                             | 42                                                        | Israel                                                    | 60                                                        |
| 16                                                        | Lettland                                                  | 42                                                        | Albanien                                                  | 45                                                        |
| 17                                                        | Island                                                    | 33                                                        | Danmark                                                   | 45                                                        |
| 18                                                        | Armenien                                                  | 30                                                        | Armenien                                                  | 42                                                        |
| 19                                                        | Luxemburg                                                 | 24                                                        | Portugal                                                  | 37                                                        |
| 20                                                        | San Marino                                                | 18                                                        | Litauen                                                   | 34                                                        |
| 21                                                        | Portugal                                                  | 13                                                        | Spanien                                                   | 27                                                        |
| 22                                                        | Spanien                                                   | 10                                                        | Luxemburg                                                 | 23                                                        |
| 23                                                        | Malta                                                     | 8                                                         | Norge                                                     | 22                                                        |
| 24                                                        | Danmark                                                   | 2                                                         | Polen                                                     | 17                                                        |
| 25                                                        | Storbritannien                                            | 0                                                         | San Marino                                                | 9                                                         |
| 26                                                        | Schweiz                                                   | 0                                                         | Island                                                    | 0                                                         |

Finalen sändes den 17 maj 2025. De 26 finalisterna var:
- The Big Five, som var Frankrike, Italien, Spanien, Storbritannien och Tyskland.
- Värdlandet Schweiz.
- De tio länder som i den första semifinalen fick högst poäng (endast tittarpoäng).
- De tio länder som i den andra semifinalen fick högst poäng (endast tittarpoäng).
- Efter respektive semifinal så fick de 10 länder som gått vidare till final samt de The big five-länder inkluderat värdlandet som framträtt i sändningen dra lott om de skulle få starta i första eller andra halvan av finalen. Länderna kunde även få "producentens val" och då var det Eurovisions tävlingsproducent som fritt fick placera tävlingsbidraget där hen tyckte låten kom bäst till sin rätt i startordningen. Tävlingsproducent i Basel 2025 var Christer Björkman. Värdlandet Schweiz var tidigare framlottat att starta som bidrag nummer 19 i finalen.
- Alla deltagande länder röstade i finalen. I finalen delade varje land ut en uppsättning poäng från sin nationella jury och en uppsättning poäng från den nationella tittarröstningen. Dessutom delades även en uppsättning poäng ut från en "Rest of the World"-grupp, som består av röster från tittare i icke-deltagande länder.

### Startordning
| Nr | Land           | Artist              | Bidrag                       | Språk                        | Plats | Poäng |
| -- | -------------- | ------------------- | ---------------------------- | ---------------------------- | ----- | ----- |
| 1  | Norge          | Kyle Alessandro     | Lighter                      | Engelska                     | 18    | 89    |
| 2  | Luxemburg      | Laura Thorn         | La Poupée Monte Le Son       | Franska                      | 22    | 47    |
| 3  | Estland        | Tommy Cash          | Espresso Macchiato           | Engelska, italienska         | 3     | 356   |
| 4  | Israel         | Yuval Raphael       | New Day Will Rise            | Engelska, franska, hebreiska | 2     | 357   |
| 5  | Litauen        | Katarsis            | Tavo akys                    | Litauiska                    | 16    | 96    |
| 6  | Spanien        | Melody              | Esa diva                     | Spanska                      | 24    | 37    |
| 7  | Ukraina        | Ziferblat           | Bird of Pray                 | Engelska, ukrainska          | 9     | 218   |
| 8  | Storbritannien | Remember Monday     | What the Hell Just Happened? | Engelska                     | 19    | 88    |
| 9  | Österrike      | JJ                  | Wasted Love                  | Engelska                     | 1     | 436   |
| 10 | Island         | Væb                 | Róa                          | Isländska                    | 25    | 33    |
| 11 | Lettland       | Tautumeitas         | Bur man laimi                | Lettiska                     | 13    | 158   |
| 12 | Nederländerna  | Claude              | C'est la vie                 | Franska, engelska            | 12    | 175   |
| 13 | Finland        | Erika Vikman        | Ich komme                    | Finska                       | 11    | 196   |
| 14 | Italien        | Lucio Corsi         | Volevo essere un duro        | Italienska                   | 5     | 256   |
| 15 | Polen          | Justyna Steczkowska | Gaja                         | Polska, engelska             | 14    | 156   |
| 16 | Tyskland       | Abor & Tynna        | Baller                       | Tyska                        | 15    | 151   |
| 17 | Grekland       | Klavdia             | Asteromata                   | Grekiska                     | 6     | 231   |
| 18 | Armenien       | Parg                | Survivor                     | Engelska, armeniska          | 20    | 72    |
| 19 | Schweiz        | Zoë Më              | Voyage                       | Franska                      | 10    | 214   |
| 20 | Malta          | Miriana Conte       | Serving                      | Engelska                     | 17    | 91    |
| 21 | Portugal       | Napa                | Deslocado                    | Portugisiska                 | 21    | 50    |
| 22 | Danmark        | Sissal              | Hallucination                | Engelska                     | 23    | 47    |
| 23 | Sverige        | KAJ                 | Bara bada bastu              | Svenska, finska              | 4     | 321   |
| 24 | Frankrike      | Louane              | Maman                        | Franska                      | 7     | 230   |
| 25 | San Marino     | Gabry Ponte         | Tutta l'Italia               | Italienska                   | 26    | 27    |
| 26 | Albanien       | Shkodra Elektronike | Zjerm                        | Albanska                     | 8     | 218   |

### Röstningsordning
| Nr | Land          | Poängutdelare     |
| -- | ------------- | ----------------- |
| 1  | Sverige       | Keyyo             |
| 2  | Azerbajdzjan  | Safura Alizadeh   |
| 3  | Malta         | Ingrid Sammut     |
| 4  | Nederländerna | Chantal Janzen    |
| 5  | Slovenien     | Lorella Fiego     |
| 6  | Armenien      | Lushine Tovmasyan |
| 7  | Luxemburg     | Fabienne Zwally   |
| 8  | San Marino    | Senhit            |
| 9  | Ukraina       | Jerry Heil        |
| 10 | Norge         | Tom Hugo          |
| 11 | Österrike     | Philipp Hansa     |
| 12 | Frankrike     | Èmilie Mazoyer    |
| 13 | Italien       | Topo Gigio        |
| 14 | Portugal      | iolanda           |
| 15 | Danmark       | Sara Bro          |
| 16 | Kroatien      | Doris Pinčić      |
| 17 | Lettland      | Dons              |
| 18 | Irland        | Nicky Byrne       |
| 19 | Polen         | Aleksandra Budka  |

| Nr | Land           | Poängutdelare                  |
| -- | -------------- | ------------------------------ |
| 20 | Montenegro     | Marko Vukčević                 |
| 21 | Grekland       | Jenny Theona                   |
| 22 | Serbien        | Dragana Kosjerina              |
| 23 | Tjeckien       | Radka Rosická                  |
| 24 | Storbritannien | Sophie Ellis-Bextor            |
| 25 | Spanien        | Chanel                         |
| 26 | Finland        | Jasmin Beloued                 |
| 27 | Australien     | Silia Kapsis                   |
| 28 | Tyskland       | Michael Schulte                |
| 29 | Belgien        | Manu Van Acker                 |
| 30 | Israel         | Eden Golan                     |
| 31 | Albanien       | Andri Xhahu                    |
| 32 | Litauen        | Silvester Belt                 |
| 33 | Island         | Hera Björk                     |
| 34 | Georgien       | Nutsa Buzaladze                |
| 35 | Cypern         | Loukas Hamatsos                |
| 36 | Estland        | Kristjan Jakobson              |
| 37 | Schweiz        | Mélanie Freymond & Sven Epiney |

## Anteckningar
1. 1 2 3  med Andrea Bonomo och Edwyn Roberts.
2. 1 2 3  med Vörådialekt.
3. ↑  på uppdrag av ARD.